# Semi-deserto e deserto tropicale nubico-sinaitico del Mar Rosso
Il semi-deserto e deserto tropicale nubico-sinaitico del Mar Rosso è un'ecoregione dell'ecozona paleartica, definita dal WWF (codice ecoregione: PA1325).

## Territorio
Questa ecoregione è costituita soprattutto da immense distese pianeggianti di sabbia, ghiaia o lava, perlopiù monotone, ma incise ogni tanto dalle gole scavate dagli uidian. In alcune aree il rilievo pianeggiante è interrotto da montagne isolate di granito e arenaria, e nella parte meridionale della penisola del Sinai si innalza un'elevata catena montuosa. In Giordania, il Wadi Rum forma un labirinto di pittoresche falesie di arenaria con «grandi bastioni di roccia, scavati, incisi, spaccati e increspati da sale, sabbia e vento in forme che nessun uomo sano di mente potrebbe mai inventare» (Michael Asher, 1998).
In Oman, l'ecoregione inizia in corrispondenza della depressione di Huqf, nei pressi del Barr al-Hikman, sulla costa est del paese. Verso sud, incorpora le pianure centrali dell'altopiano di Jiddat al-Harasis, un'area che ospita attualmente orici bianchi (Oryx leucoryx) reintrodotti e altri animali selvatici che vivono nel Santuario dell'Orice d'Arabia.
Più a sud e ad ovest, le pianure centrali si innalzano nel massiccio del Dhofar. Qui un complesso sistema di uidian drena il versante interno della catena montuosa, scorrendo verso nord e andando a disperdere le proprie acque tra le dune di sabbia del Rub' al-Khali. Estendendosi a sud-ovest nello Yemen, l'ecoregione passa attraverso il governatorato di al-Mahra e la parte settentrionale di quello di Hadramaut. Entro i suoi confini ricade anche il corso superiore dello Wadi Hadramaut, un'area famosa per i suoi insediamenti agricoli e le antiche città. Da qui si estende verso nord nell'Arabia Saudita, fino al confine con la Giordania, dove il terreno è caratterizzato da distese di ghiaia piuttosto monotone e vegetazione sparsa. Tuttavia, queste distese sono spesso interrotte da vaste aree ricoperte da nero basalto note come harrat, disseminate da massi vulcanici che rendono queste zone praticamente inaccessibili ad ogni tipo di veicolo. Al di sopra di queste pianure si innalzano alcune montagne, come il Jebel Aja e il Jebel Salma nei pressi di Ha'il, nel nord, cupole tondeggianti di granito segnato dalle intemperie.
Le pianure costiere e le impervie montagne del Sinai meridionale aggiungono considerevole interesse a questa ecoregione. Le montagne della regione del Monte Caterina raggiungono i 2624 m, e le loro lisce pendici di granito e le pareti quasi verticali contribuiscono a rendere più spettacolare il paesaggio montano. Profonde gole scavate dagli uidian sono una presenza costante, e alcuni contengono acqua durante tutto l'anno. Le montagne sono costituite da rocce plutoniche e vulcaniche facenti parte del basamento precambriano della parte meridionale della penisola del Sinai.
Il clima è caratterizzato da temperature estive molto alte ed inverni freddi, con precipitazioni annue scarse; spesso la pioggia non cade per più anni consecutivi. Per esempio, le pianure centrali dell'Oman ricevono ogni anno meno di 50 mm di pioggia, e in alcuni anni non piove mai. A Mahazat as-Sayd, nei pressi di Ta'if in Arabia Saudita, i valori sono più variabili e oscillano tra i 50 e i 100 mm annui, mentre i valori medi delle temperature mensili minime e massime variano tra i 20 e i 21 °C e i 29 e i 40 °C, rispettivamente. Nell'arco di un periodo di 25 anni, le montagne dell'area del Monte Caterina nel Sinai meridionale hanno ricevuto in media 45 mm di precipitazioni all'anno, ma sulle vette più alte sono caduti fino a 100 mm di precipitazioni annue, sia sotto forma di pioggia che di neve. Sul Monte Sinai, le temperature medie mensili oscillano tra i -10 e i 20 °C in inverno e tra i 17 e i 19 °C in estate.

## Flora
Il tipo di vegetazione di questa ecoregione viene talvolta indicato come pseudo-savana. Gli spazi tra gli alberi e i grandi arbusti disseminati nelle pianure sono occupati da arbusti più piccoli e piante erbacee; talvolta può comparire anche una copertura erbosa, ma solamente dopo un forte acquazzone. La maggior parte della vegetazione tende a concentrarsi in prossimità degli uidian e dei torrenti temporanei, in quanto qui i terreni presentano di solito livelli di umidità più alti. Tra le piante più comuni figurano varie specie di Vachellia, soprattutto V. tortilis e V. gerrardii, nonché Ziziphus spina-christi, Balanites aegyptiaca, Salvadora persica, Moringa peregrina, Capparis decidua, C. cartilaginea, Cordia sinensis, Calotropis procera, Ephedra foliata e molte altre. Nelle pianure centrali dell'Oman, specie di alberi comuni sono Vachellia tortilis, V. flava e, dove lo strato di sabbia è particolarmente spesso, Prosopis cineraria. L'erba più diffusa e abbondante è Stipagrostis spp.

## Fauna
Nelle pianure centrali dell'Oman, il Santuario dell'Orice d'Arabia copre una superficie di circa 25.000 km². Qui vive una comunità animale molto varia, ma l'area protetta è nota soprattutto, come indica il nome, per i successi riportati nella reintroduzione in natura dell'orice bianco (Oryx leucoryx). La riserva ospita la più numerosa popolazione di gazzelle d'Arabia (Gazella arabica) del mondo, stimata intorno alle 5000 unità, che tende a fluttuare in base all'andamento delle precipitazioni. Altri mammiferi qui presenti sono la gazzella delle sabbie (Gazella marica), la gazzella dorcade (Gazella dorcas), il gatto delle sabbie (Felis margarita) e la volpe di Rüppell (Vulpes rueppellii). È uno dei pochi siti della penisola arabica ad ospitare una popolazione stanziale di ubara asiatica (Chlamydotis macqueenii). Questa parte dell'ecoregione è piuttosto insolita, in quanto riceve umidità supplementare anche a 120 km di distanza dalla costa, grazie alla rugiada e alla nebbia spinte qui dal monsone di Sud-Ovest. Anche se la diversità di specie è bassa, vivono qui 11 specie endemiche di piante.
L'area protetta di Mahazat as-Sayd (2200 km²) è un altro sito chiave per la conservazione, in quanto qui vivono popolazioni reintrodotte di orice bianco e gazzella delle sabbie (Gazella marica). La IUCN classifica entrambe le specie come «vulnerabili» (Vulnerable). La popolazione di gazzella delle sabbie qui presente veniva stimata in circa 300 unità nel 1994. Nel sito sono stati reintrodotti anche esemplari di struzzo della Somalia (Struthio molybdophanes) dal Sudan, al posto della specie originaria della regione, lo struzzo dell'Arabia (Struthio camelus syriacus), estintosi nel 1940. La vegetazione della riserva è andata incontro ad uno straordinario recupero in seguito alla costruzione di un recinto per tenere alla larga il bestiame: il numero delle specie di piante è salito da 112 a 142 tra il 1989 e il 1994.
Il Sinai meridionale e l'Hegiaz settentrionale costituiscono un centro di diversità vegetale e di endemismi in seno alla zona floristica saharo-sindiana. Quest'area di 16.000 km² ospita circa 700 specie di piante vascolari, delle quali circa 35 endemiche con un genere endemico. La flora comprende elementi tipici mediterranei, irano-turanici e saharo-sindiani. Si stima che il Sinai meridionale ospiti 28 specie endemiche, la maggior parte delle quali presenti in prossimità dei torrenti temporanei della regione del Monte Caterina.
Nell'Arabia Saudita settentrionale, nei pressi del golfo di Aqaba, le montagne granitiche del Jebel al-Lawz comprendono almeno 20 vette di oltre 2000 m. La più elevata tra queste è il Jebel Fayhan (2549 m), alto abbastanza da ricevere neve in inverno. Le fasce altitudinali di vegetazione sono ben evidenti, e sulle sommità crescono rachitici cespugli di Juniperus spp. Il luogo è di particolare interesse botanico, in quanto ospita palme da dattero selvatiche (Phoenix dactylifera) ed è l'unico sito in Arabia in cui crescono mandorli selvatici (Prunus amygdalus) ed uno dei due in Arabia in cui crescono tulipani selvatici (Tulipa biflora). È inoltre l'unica località dell'Arabia Saudita in cui vive una popolazione consistente di chukar (Alectoris chukar).
Di grande importanza per la fauna selvatica è anche la catena montuosa del Jebel Aja e il prolungamento delle montagne che da nord di Ha'il giunge fin nel deserto del Nafud, sempre in Arabia Saudita. Il sito si trova al centro della rotta migratoria primaverile della popolazione svernante in Africa di damigella di Numidia (Grus virgo), minacciata di estinzione. Oltre a questa specie, in primavera sorvola la regione un impressionante numero di rondoni, allodole e culbianchi, assieme a una grande varietà di rapaci. Altri caratteristici rappresentanti dell'avifauna sono l'ubara asiatica (Chlamydotis macqueenii), la grandule di Lichtenstein (Pterocles lichtensteinii) e la grandule panciacastana (Pterocles exustus).
Tra i rettili presenti in questa ecoregione figurano il varano del deserto (Varanus griseus) e l'uromastice dell'Oman (Uromastyx thomasi).

## Conservazione

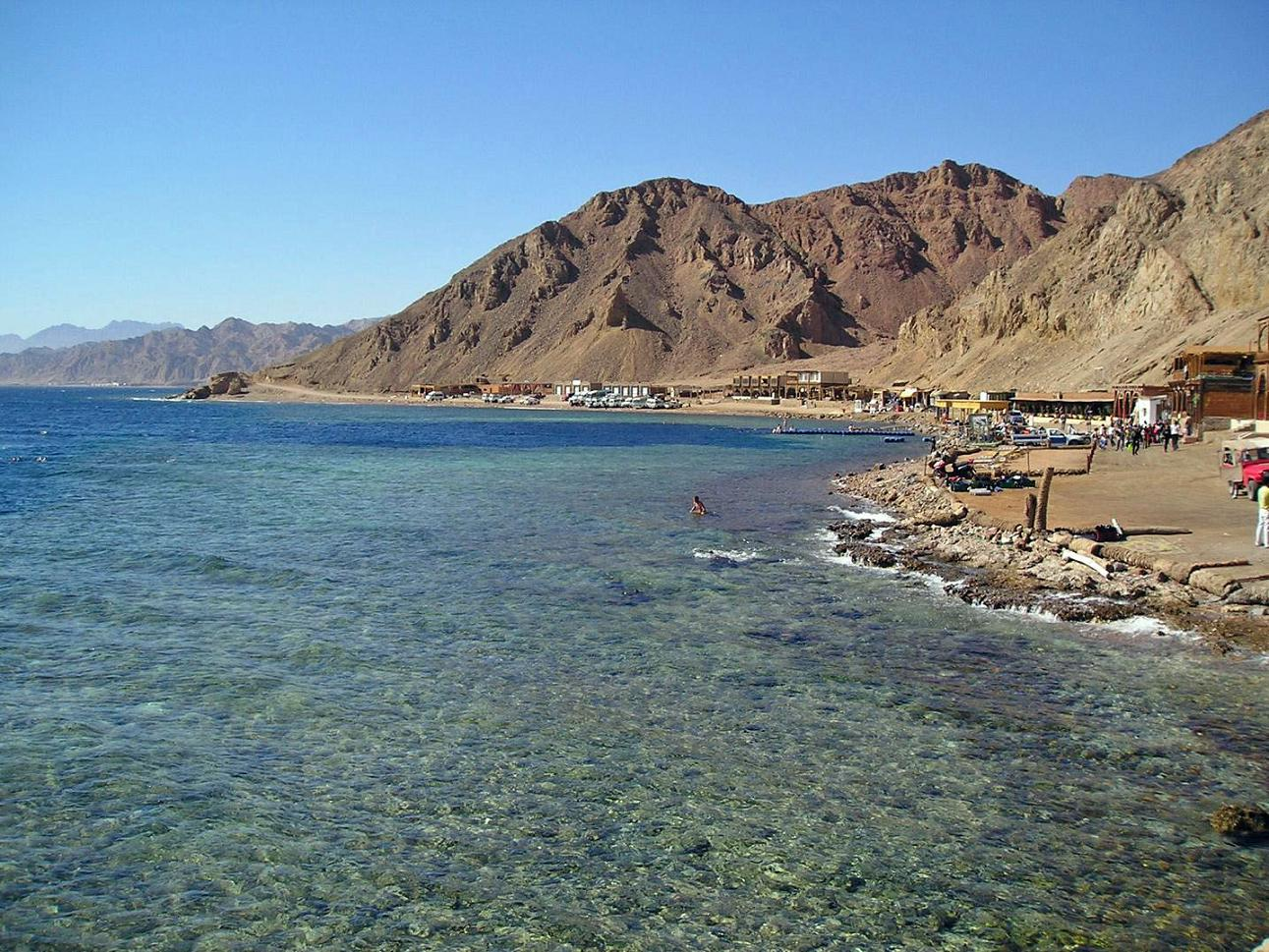
Costa nei pressi di Dahab, Egitto

Minacce frequenti per la biodiversità sono il bracconaggio, il pascolo incontrollato di cammelli e capre e i danni alla vegetazione provocati dai veicoli fuoristrada. Le specie selvatiche che abitano le pianure centrali dell'Oman sono virtualmente protette entro i confini del Santuario dell'Orice d'Arabia. Malgrado le misure di protezione, tuttavia, il bracconaggio ha ridotto il numero degli orici bianchi qui reintrodotti dagli oltre 400 del 1996 ai 136 del gennaio 1999. I veicoli fuoristrada utilizzati dai beduini, dai visitatori e dai sismologi che operano sul luogo causano gravi danni alla vegetazione, sia all'interno del santuario che nell'area circostante, sebbene finora non siano mai stati effettuati studi per valutare l'entità di tale danno. Un'ulteriore minaccia per la vegetazione nel santuario e nelle pianure centrali circostanti è il pascolo incontrollato di capre e cammelli. Nel corso degli ultimi 20 anni, i capi di bestiame sono aumentati, in quanto i pastori nomadi locali hanno acquistato autocarri che consentono un maggiore accesso ai pozzi d'acqua e il trasporto di foraggi supplementari.